# Янь Шу
Янь Шу (кит.: 晏殊; 991–1055) — державний діяч, поет, каліграф часів династії Сун.

## Життєпис
Походив з родини дрібних чиновників. Народився 991 року у місті Ліньчуань (в сучасній провінції Цзянсі). З дитинства вирізнявся прямотою, чесністю й гострим розумом. У 7 років, він складав вірші, а в 14 років відомий державний діяч Чжа Чжибай представив його імператору Чжень-цзуну як юного вундеркінда.
У 1005 році Янь Шу поїхав до столиці, щоб узяти участь в імператорських іспитах разом із більш ніж 3100 учасниками з усієї країни. Йому надали привілей без попереднього добору складати іспит, але він наполіг на тому, щоб складати всі іспити на загальних підставах, які успішно склав, отримавши вищий вчений ступінь — тун цзіньші. 1008 року призначається помічником субдиректора двору, де редагував імператорські укази. Пізніше він став помічником Міністерства церемоній (Тайчансі) і хранителем імператорської печатки. Потім обіймав посаду в Хубу (Міністерстві доходів). Зрештою стає членом академії Ханьлінь.
1018 року імператор призначив Янь Шу вчителем для спадкоємця трону Чжао Чженя. Після того, як наслідний принц вступив на престол як Жень-цхун, Янь Шу отримав низку підвищень по службі. 1027 року сприяв посиленню викладання в Академії Інтяньфу. 1032 року призначений помічником канцлера. Але того ж року за епітафію на честь наложниці Лі понижений до посад провінційного чиновника. Але через 5 років повернутий до столиці. Відзначився в організації оборони від військ Сі Ся.
1041 року підтримав план реформ, запропонованих Оуян Сю. 1043 року його призначили на посаду шаншу (канцлера). Янь Шу завжди рекомендував на високі посади талановитих людей, незалежно від їхнього походження. Багато з тих, кого він висунув, згодом уславилися і принесли багато користі державі. 1045 року внаслідок інтриг позбавлений посади. Обіймав посади голів провінцій Ченьчжоу і Сюйчжоу.
1054 року через хворобу повернувся до столиці. Помер тут у 1055 році. Йому було присвоєно посмертне ім'я Юаньсянь й надано титул Лінцзі-гун.

## Творчість
В доробку більше 10 тис. віршів у жанрі ци, з яких збереглося лише 136, сповнених емоціями, вітаннями, оспівуванням дружби та жіночої вроди, краси природи. Янь Шу збагатив мову ци лексикою писемних пам'яток. Він був головою напряму ваньюе ци-пай — «витончених і ніжних ци». Відомий прижиттєвою збіркою «Чжу-юй-ци» («Строфи з перлів та яшми»), ще одна його збірка була складена за часів династії Цін.